# Josef Proksch
Josef Proksch, född den 4 augusti 1794 i Reichenberg, död den 20 december 1864 i Prag, var en böhmisk pianist och musikpedagog.
Proksch var elev till Kotzeluch i piano och till Farník i klarinett. Han blev blind vid 16 års ålder. Proksch gjorde sedermera, tillsammans med harpospelaren Rieger, konsertresor i Tyskland, och tillvann sig för sitt klarinettspel stort bifall. Han reste 1825 till Berlin för att inhämta Logiers metod i pianoundervisning. Han uppsatte samma år i sin födelsestad ett musikinstitut, som vann stort förtroende. Proksch överlämnade sedermera detta institut åt sin bror Anton, som hade gjort sig känd som en skicklig organist. Han flyttade 1831 till Prag, där han uppsatte ett institut i större skala.